# Silvana Urroz
Silvana Urroz (21 febbraio 1955 – 10 agosto 1990) è stata una tennista cilena.

## Biografia
In carriera raggiunse una finale nel doppio all'Hong Kong Open nel 1980, in coppia con la statunitense Penny Johnson. Nei tornei del Grande Slam ottenne il suo miglior risultato raggiungendo il terzo turno nel doppio misto a Wimbledon nel 1978 e nel 1979.
In Fed Cup giocò un totale di 8 partite, ottenendo 2 vittorie e 6 sconfitte.
Morì a 45 anni nel 1990 per un tumore uterino.

## Statistiche

### Doppio

#### Finali perse (1)
| Numero | Anno            | Torneo                    | Superficie  | Compagna      | Avversarie in finale        | Punteggio |
| 1.     | 9 novembre 1980 | Hong Kong Open, Hong Kong | Terra rossa | Penny Johnson | Wendy Turnbull Sharon Walsh | 1-6, 2-6  |

### Risultati in progressione
| Sigla | Risultato               |
| ----- | ----------------------- |
| V     | Vincitore               |
| F     | Finalista               |
| SF    | Semifinalista           |
| O     | Oro olimpico            |
| A     | Argento olimpico        |
| SF    | Bronzo olimpico         |
| QF    | Quarti di Finale        |
| 4T    | Quarto turno            |
| 3T    | Terzo turno             |
| 2T    | Secondo turno           |
| 1T    | Primo turno             |
| RR    | Round Robin             |
| LQ    | Turno di qualificazione |
| A     | Assente                 |
| ND    | Non disputato           |

| Legenda superfici    |
| -------------------- |
| Cemento              |
| Terra battuta        |
| Erba                 |
| Superficie variabile |

#### Singolare nei tornei del Grande Slam
| Torneo          | 1977 | 1977 |
| --------------- | ---- | ---- |
| Australian Open | A    | A    |
| Open di Francia | 2T   | 2T   |
| Wimbledon       | A    | A    |
| US Open         | A    | A    |

#### Doppio nei tornei del Grande Slam
| Torneo          | 1973 | 1974 | 1975 | 1976 | 1977 | 1977 | 1978 | 1979 | 1980 | 1981 |
| --------------- | ---- | ---- | ---- | ---- | ---- | ---- | ---- | ---- | ---- | ---- |
| Australian Open | A    | A    | A    | A    | A    | A    | A    | A    | A    | A    |
| Open di Francia | 1T   | A    | A    | A    | 1T   | 1T   | A    | 1T   | 1T   | A    |
| Wimbledon       | A    | A    | A    | A    | A    | A    | A    | A    | 1T   | A    |
| US Open         | A    | A    | A    | A    | A    | A    | A    | 1T   | 1T   | 1T   |

#### Doppio misto nei tornei del Grande Slam
| Torneo          | 1978 | 1979 | 1980 |
| --------------- | ---- | ---- | ---- |
| Australian Open | ND   | ND   | ND   |
| Open di Francia | A    | 1T   | 2T   |
| Wimbledon       | 3T   | 3T   | A    |
| US Open         | A    | A    | A    |